# Dolichandrone serrulata
Quao lá răng (Dolichandrone serrulata) là một loài thực vật có hoa trong họ Chùm ớt. Loài này được (Wall. ex DC.) Seem. mô tả khoa học đầu tiên năm 1870.